# Пріслопу-Мік
Пріслопу-Мік (рум. Prislopu Mic) — село у повіті Арджеш у Румунії. Входить до складу комуни Басков.
Село розташоване на відстані 118 км на північний захід від Бухареста, 10 км на захід від Пітешть, 97 км на північний схід від Крайови, 108 км на південний захід від Брашова.

## Населення
За даними перепису населення 2002 року у селі проживали 325 осіб, усі — румуни. Усі жителі села рідною мовою назвали румунську.